# Korka Fall
Korka Fall (sinh ngày 19 tháng 2 năm 1990) là một cầu thủ bóng đá quốc tế nữ Sénégal, người chơi ở vị trí tiền đạo. Cô là thành viên của đội tuyển bóng đá quốc gia nữ Senegal. Cô là một phần của đội tại Giải vô địch nữ châu Phi 2012, và đã tiếp tục chơi cho đội cho đến năm 2016. Ở cấp độ câu lạc bộ, cô chơi cho Zaragoza CFF ở Tây Ban Nha, nơi cô là cầu thủ châu Phi đầu tiên trong Primera División của phụ nữ và Dorades Mbour ở Sénégal.

## Sự nghiệp

### Câu lạc bộ
Korka Fall đã gia nhập đội bóng Tây Ban Nha Zaragoza CFF từ đội Senegal Dorades Mbour vào tháng 4 năm 2010, trở thành cầu thủ châu Phi đầu tiên chơi ở Primera División, cấp độ bóng đá nữ cao nhất ở Tây Ban Nha. Cô đã được ký hợp đồng ba năm, với động thái được coi là củng cố đội hình sẵn sàng cho cuộc thi Copa de la Reina de Fútbol.
Đến năm 2012, cô đã chuyển sang chơi cho đội Aigles de la Médina của Senegal. Cô đã được đề cử năm 2013 cho Cầu thủ bóng đá nữ châu Phi của năm tại Giải thưởng thể thao hàng đầu châu Phi, cầu thủ người Sen duy nhất được đưa vào hạng mục này. Vào năm 2014, Fall đã chơi cho Dorades Mbour một lần nữa, ở giải hạng hai Senegal. Cô đã ghi một quả phạt đền để giành chiến thắng trong trận đấu cuối cùng của mùa giải trước Teddungal de Vélingara, trao danh hiệu hạng hai cho Mbour.

### Quốc tế
Mùa thu chơi cho đội bóng đá quốc gia nữ Senegal, bao gồm cả tại Giải vô địch nữ châu Phi 2012. Cô tiếp tục chơi cho đội, gần đây trong vòng loại Cúp bóng đá nữ châu Phi 2016 khi cô được đưa vào sân thay thế cho Fanta Sy trong trận gặp Guinée.